# Jesús Galdeano
Jesús Galdeano (nacido en Igúzquiza, Navarra el 6 de enero de 1932, fallecido el 7 de mayo de 2017) fue un ciclista español que compitió profesionalmente entre los años 1951 y 1963, durante los que consiguió 26 victorias. Uno de sus hermanos también fue ciclista profesional Francisco Javier Galdeano, pero de un nivel menor, logrando una única victoria profesional.
Era un corredor que andaba bien en todos los terrenos, logrando un gran número de victorias en carreras regionales. Hasta la llegada de Miguel Induráin, era junto a Carlos Echeverría para muchos el mejor ciclista navarro de la historia tras Mariano Cañardo, destacando en sus actuaciones en la Vuelta Ciclista a España donde consiguió tres victorias de etapa, además de portar el maillot de líder en la edición de 1960.
Tuvo una gran rivalidad con sus paisanos los hermanos Vidaurreta, Hortensio, Félix y Miguel. Gracias a esta rivalidad el ciclismo navarro de la época se revitalizó, siendo el pueblo natural de todos ellos, Igúzquiza, el foco del mismo.
Falleció el 7 de mayo de 2017 a la edad de 84 años tras luchar contra el Parkinson durante 7 años.

## Palmarés
| 1952 - Campeonato de Navarra - G.P. Llodio 1954 - 2º Campeonato de España de regiones contrarreloj (con Navarra) 1955 - 2 etapas en la Vuelta a Andalucía - Campeonato Vasco-Navarro de Montaña (hoy G.P. Miguel Induráin) - 1 etapa de la Vuelta a España - 3º Campeonato de España de regiones contrarreloj (con Navarra) 1956 - Campeonato Vasco Navarro - 1 etapa Bicicleta Eibarresa | 1957 - 1 etapa Vuelta a Levante 1959 - Circuito Montañés, más 2 etapas - 3º Campeonato de España en ruta 1960 - 1 etapa de la Vuelta a España 1961 - 1 etapa de la Vuelta a España - 1 etapa Vuelta a Levante |

## Resultados en Grandes Vueltas y Campeonato del Mundo
Durante su carrera deportiva ha conseguido los siguientes puestos en las Grandes Vueltas y en los Campeonatos del Mundo en carretera:
| Carrera         | 1955 | 1956 | 1957 | 1958 | 1959 | 1960 | 1961 | 1962 | 1963 |
| --------------- | ---- | ---- | ---- | ---- | ---- | ---- | ---- | ---- | ---- |
| Giro de Italia  | -    | Ab.  | 63.º | 38.º | -    | 80.º | 50.º | Ab.  | 60.º |
| Tour de Francia | -    | -    | -    | 59.º | Ab.  | Ab.  | -    | -    | -    |
| Vuelta a España | Ab.  | 33.º | 34.º | Ab.  | 10.º | 21.º | 25.º | -    | -    |
| Mundial en Ruta | -    | -    | Ab.  | -    | -    | -    | -    | -    | -    |

-: No participa

Ab.: Abandono

## Equipos
- Independiente (1951-1954)
- Gamma (1955)
- Faema (1956-1961)
- Ghigi (1962)
- Cite (1963)